# Irwin Dambrot
Irwin Dambrot (24 de maio de 1928 — 21 de janeiro de 2010) foi um jogador norte-americano de basquete. Foi selecionado pelo New York Knicks como a sétima escolha geral no draft da NBA em 1950. No entanto, Dambrot nunca jogou na National Basketball Association (NBA). Jogou pelo City College of New York [en] na universidade.